# Guerra aos índios Botocudos

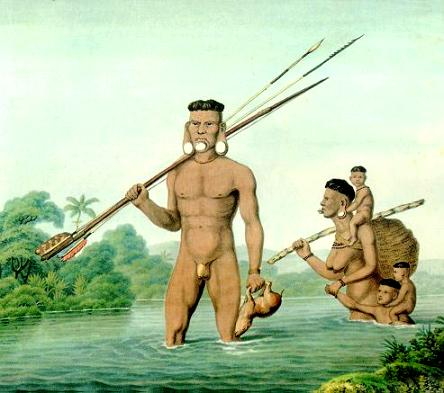
Botocudos atravessam rio após caçada

A Guerra aos Índios Botocudos, também conhecida como a Campanha contra os Botocudos, ocorreu no início do século XIX no Brasil, especificamente em 1808, durante o reinado de Dom João VI. Esta campanha militar foi dirigida contra os índios Botocudos, um grupo indígena que habitava a região do Vale do Rio Doce, abrangendo partes dos atuais estados de Minas Gerais, Espírito Santo e Bahia.

## Contexto Histórico
Em 1808, a família real portuguesa chegou ao Brasil, fugindo das invasões napoleônicas em Portugal. Com a corte instalada no Rio de Janeiro, houve um interesse crescente em expandir a ocupação e a exploração econômica do território brasileiro. O governo português estava interessado em abrir novas áreas para a colonização e o desenvolvimento econômico, especialmente para a agricultura e a mineração. A região do Vale do Rio Doce era vista como uma área promissora, mas estava habitada pelos Botocudos, que resistiam à ocupação colonial. Os Botocudos eram conhecidos por sua resistência à colonização e suas práticas culturais distintas, que incluíam o uso de grandes discos de madeira (botoques) nos lábios e orelhas. Essa resistência resultou em frequentes conflitos com os colonizadores portugueses e brasileiros.

## A Guerra
A Guerra aos Botocudos foi uma série de campanhas militares ordenadas pelo governo português com o objetivo de subjugar os Botocudos e abrir a região para a colonização. O contexto desta guerra incluía. Em 13 de maio de 1808, Dom João VI emitiu um decreto que autorizava o uso de força militar contra os Botocudos. O decreto justificava a ação como necessária para proteger os colonos e expandir o território produtivo do Brasil. As forças militares utilizavam táticas de guerra convencionais, bem como estratégias de terra arrasada, que incluíam a destruição de aldeias e plantações indígenas. Houve relatos de violência extrema e de tentativas de "civilizar" os indígenas sobreviventes através da assimilação forçada.

## Consequências
A guerra resultou em grandes perdas de vidas entre os Botocudos e teve um impacto devastador em sua cultura e modo de vida. Muitos foram mortos, deslocados ou forçados a viver em condições de servidão. A campanha abriu caminho para a ocupação da região do Vale do Rio Doce pelos colonos.

## Legado
A Guerra aos Botocudos é lembrada como um período sombrio na história das relações entre colonizadores e indígenas no Brasil. Ela exemplifica a brutalidade das campanhas coloniais e a resistência dos povos indígenas à invasão de suas terras. A guerra também teve consequências duradouras para os Botocudos, que enfrentaram séculos de marginalização e perda cultural.
Hoje, essa história é estudada como um exemplo dos conflitos entre indígenas e colonizadores no Brasil, destacando a resistência indígena e as políticas violentas de expansão territorial do período colonial.